# Crieulon
Der Crieulon ist ein Fluss in Frankreich, der im Département Gard in der Region Okzitanien verläuft. Er entspringt beim Weiler Euzière im Gemeindegebiet von Saint-Félix-de-Pallières, entwässert generell in südöstlicher Richtung und mündet nach rund 21 Kilometern im Gemeindegebiet von Orthoux-Sérignac-Quilhan als linker Nebenfluss in den Vidourle.

## Hydrologie
Die Wasserführung des Flusses unterliegt starken saisonalen Schwankungen. Während in den Sommermonaten nur geringe Wassermengen zu verzeichnen sind, ist in der übrigen Zeit, besonders nach starken Regenfällen, eine akute Hochwassergefahr in ganzen Einzugsgebiet des Vidourle zu beobachten. Aus diesem Grunde wurde am Unterlauf des Crieulon eine Staumauer mit Rückhaltebecken (Barrage de la Rouvière) errichtet und 1971 in Betrieb genommen.

## Orte am Fluss
(Reihenfolge in Fließrichtung)
- Euzière, Gemeinde Saint-Félix-de-Pallières
- Baruel, Gemeinde Saint-Félix-de-Pallières
- Les Costes, Gemeinde Durfort-et-Saint-Martin-de-Sossenac
- Saint-Jean-de-Crieulon
- Logrian-Florian
- Mas du Sire, Gemeinde Quissac
- Orthoux, Gemeinde Orthoux-Sérignac-Quilhan